# Error.log
error.log (в UNIX подобных системах — error_log) — журнальный файл, используемый веб-сервером для журналирования возникших на сервере ошибок, позволяющий определить тип ошибки, а также причину её возникновения. Представляет собой текстовый файл, каждая строка которого состоит из даты возникновения ошибки, её типа, IP-адреса клиента, которому была возвращена ошибка, после чего следует сам текст сообщения.